# Tórtora de la Reunió
La tórtora de la Reunió (Nesoenas duboisi) és un ocell extint de la família dels colúmbids (Columbidae) que habitava l'illa de la Reunió, a les Mascarenyes. Coneguda per les descripcions de Sieur Dubois en 1674. Només ha estat col·lectat un únic humer subfòssil, semblant al de Nesoenas mayeri, però una mica més llarg. Es considera que caldrien més proves per assegurar el seu estatus taxonòmic.